# Дворец Культуры (Малайзия)
Дворец Культуры (Малайзия) (малайск.  Istana Budaya) — главная сценическая площадка Малайзии. 
Осн. в 1971 в Куала-Лумпуре. Современное название носит с 1999 г., до этого Национальный театр (малайск.  Panggung Negara). 
Современное здание в форме бетелевого листа на подносе (малайск.  sirih junjung)  с 1994 г. Большой зал (малайск. Panggung Sari ) на 1413 мест, малый зал (малайск. Lambang Sari)  со сценой в виде арены на 280 мест. 
Устраиваются представления традиционного и современного театра, постановки мюзиклов, гала-концерты . На сцене Дворца культуры была поставлена первая опера и первая оперетта в Малайзии. 
Здесь находится штаб-квартира Национального симфонического оркестра, Оркестра традиционной музыки Малайзии (2010, 25 музыкантов), Танцевального коллектива «Артис Тари» (Артисты танца) (осн. в 1972 г., современное название с 1998 г., 47 танцоров). Дворец культуры выпускает также журнал «Пентас» (Сцена), редактором которого является известный писатель С.М. Закир.